# Iberis runemarkii
Iberis runemarkii là một loài thực vật có hoa trong họ Cải. Loài này được Greuter & Burdet mô tả khoa học đầu tiên năm 1985.